# Yanou Hu
Yanou Hu är en sjö i Antarktis. Den ligger i Sydshetlandsöarna. Argentina, Chile och Storbritannien gör anspråk på området. Yanou Hu ligger vid sjöarna  Xi Hu Belén Lake Gaoshan Hu och Kiteschbach.